# Gryon rugostriatum
Gryon rugostriatum är en stekelart som först beskrevs av Alan Parkhurst Dodd 1920.  Gryon rugostriatum ingår i släktet Gryon och familjen Scelionidae. Inga underarter finns listade i Catalogue of Life.